# Hermenerich
Hermenerich (5. století? — 5. století? Mérida) byl na konci 5. století svébským králem Galicie. Podle dnes ztraceného spisu sepsaného v 16. století benediktinem a historikem Antonio de Yepesem Hermenerich vládl kolem roku 485, byl ariánského vyznání a údajně pronásledoval katolické křesťany. Po skončení jeho vlády se trůnu v království patrně zmocnil Veremund.
Po smrti historika a kronikáře Hydatia v roce 469 nastalo v Hispánii období (470 až 550), z něhož se dochovalo velmi málo informací. Jen málo svědectví zmínil až Isidor ze Sevilly, který v 7. století napsal, že během této doby vládlo v Galicijském království mnoho svébských králů, kteří soupeřili o vládu v království a všichni byli ariánského vyznání. Středověký spis Divisio Wambae zmiňuje jednoho krále jménem Theodemund. Jiné, méně spolehlivé zdroje a kroniky zmiňují vládu několika králů pod jmény Hermenerich, Rechila II. či Rechiar II.